# Kartause von Valldemossa

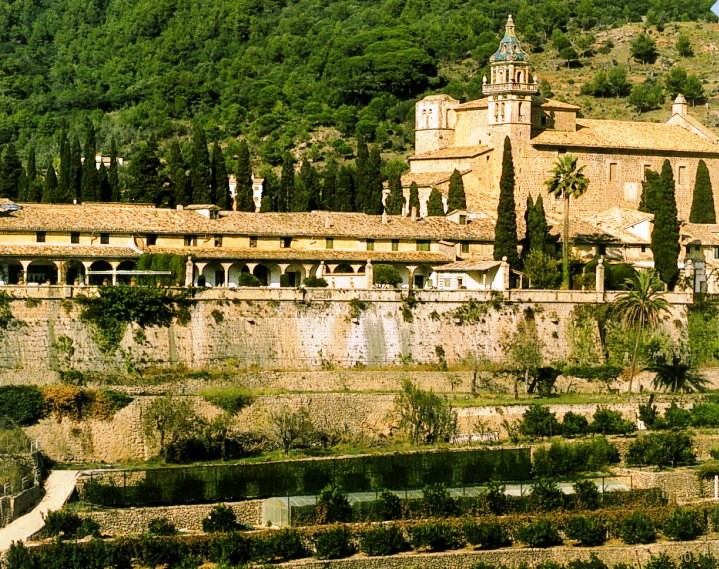
Kartause von Valldemossa

Klostergang

Die Kartause von Valldemossa ist ein ehemaliges Kloster des Kartäuserordens in Valldemossa auf der Mittelmeerinsel Mallorca.

## Geschichte
Im Jahre 1399 gründete der König von Aragon, Martin I., auf den Grundmauern eines Alcázars in Valldemossa das Kloster Real Cartuja de Jesús de Nazaret de Valldemossa des Ordens der Kartäuser, das heute als Kartause von Valldemossa eine der berühmtesten Sehenswürdigkeiten der Insel Mallorca darstellt.
Die heutigen Klostergebäude stammen allerdings größtenteils aus dem 18. Jahrhundert. Das Kloster wurde im Jahre 1835 säkularisiert, die Mönche vertrieben und die neun Klosterzellen einzeln verkauft. Diese sind nach wie vor in Privatbesitz. Heute beherbergen einzelne Zellen und Räume des Klosters unterschiedliche Museen.
Sehenswürdig sind die klassizistische Kirche, die von 1751 bis 1812 gebaut wurde, die alte Apotheke des Kartäuserklosters mit Apothekergefäßen aus dem 17. und 18. Jahrhundert, die Bibliothek, der Audienzsaal mit dem Stuhl des Priors, sowie die Zellen Nr. 2 und Nr. 4, die von George Sand und Frédéric Chopin im Winter 1838/39 bewohnt wurden.
Es finden sich „Reliquien“ wie eine Haarsträhne von Chopin, seine Totenmaske, Sands Buchmanuskript zu „Un Hiver à Majorque“ (Ein Winter auf Mallorca) und das von Chopin benutzte und damals unter großen Mühen aus Frankreich herbeigeschaffte Pleyel-Klavier, auf dem er einige seiner Préludes komponiert hat.
Außerdem ist eine 1579 gegründete Druckerei mit einer Druckmaschine von 1662 ausgestellt. Eine weitere Abteilung des Museums ist dem Erzherzog Ludwig Salvator von Österreich-Toskana gewidmet, der lange auf Mallorca lebte und ein heute noch bedeutendes geographisches Werk mit dem Titel Die Balearen geschildert in Wort und Bild verfasst hat.

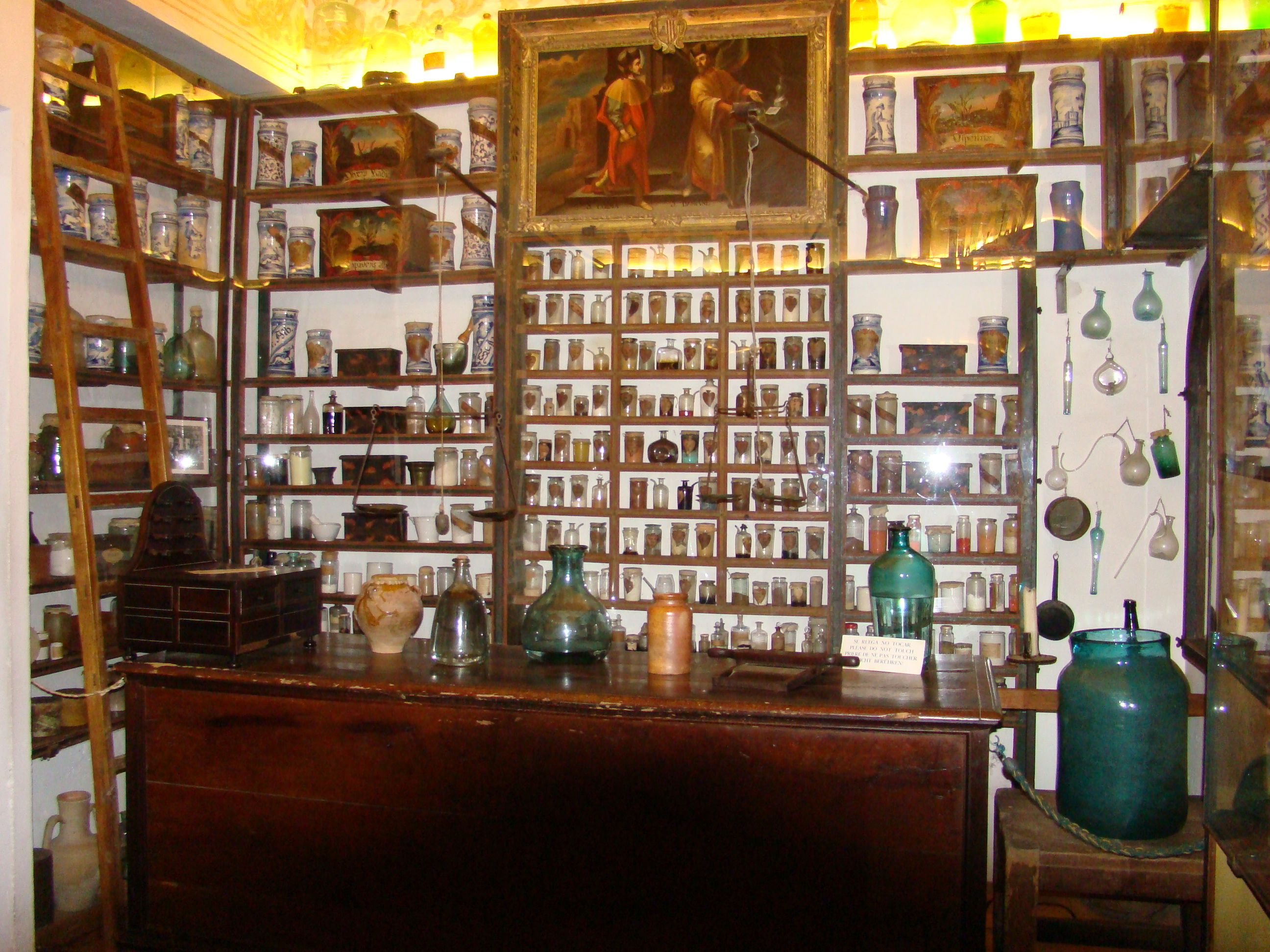
Klosterapotheke
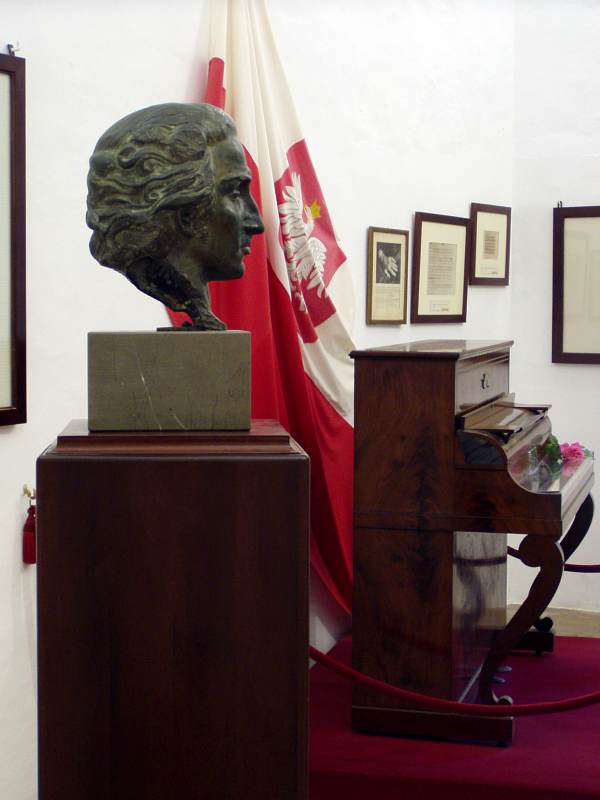
Chopin-Zelle in der Kartause
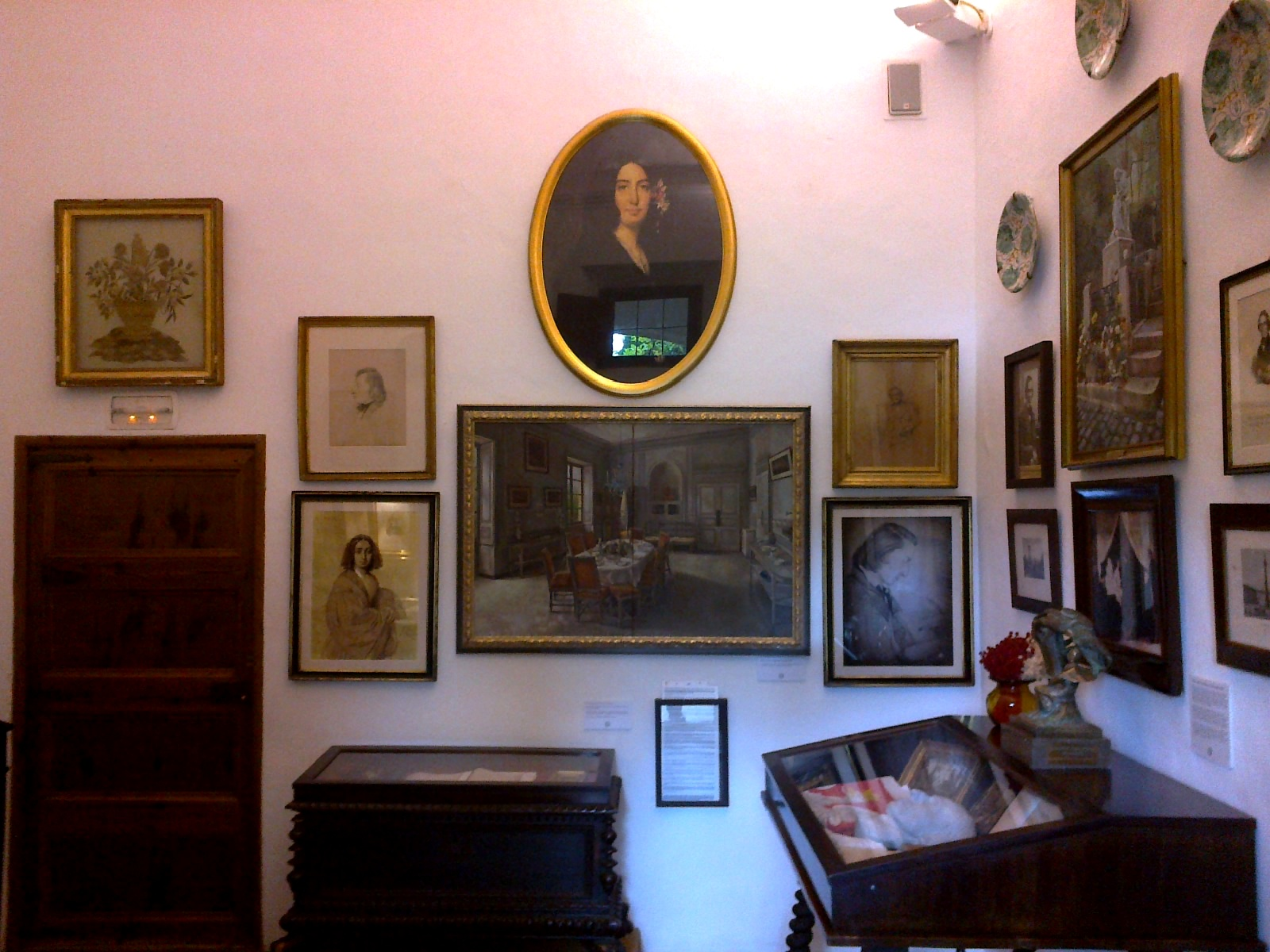
Zelle von George Sand
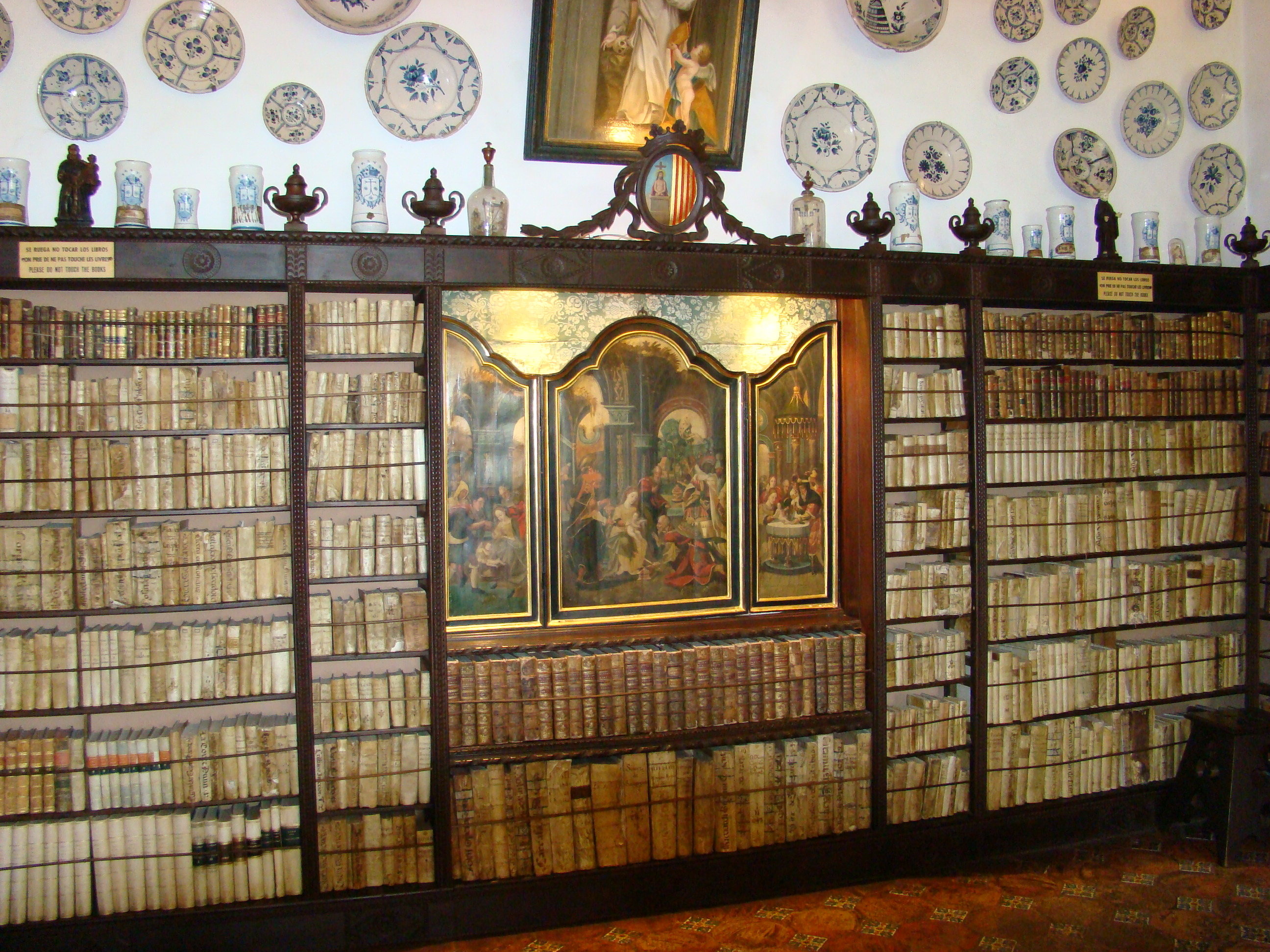
Bibliothek
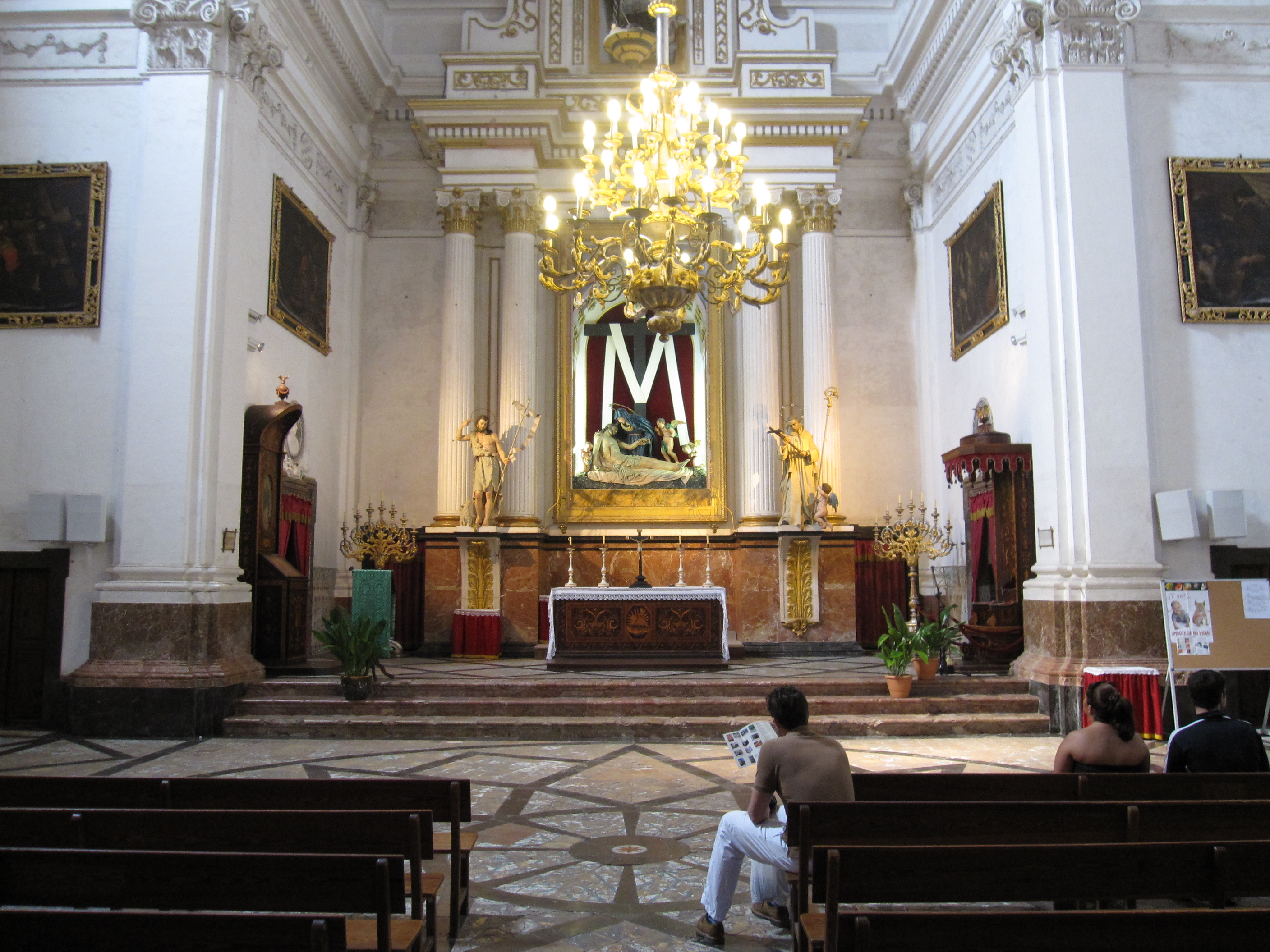
Chorraum der Klosterkirche

## Fachliteratur
Concepció Bauçà de Mirabò Gralla: La Real Cartuja de Jesús de Nazaret de Valldemossa. Formación y evolución de su patrimonio histórico-artístico. Edicions La Foradada, 2008